# آييدا نيكولايتشوك
آييدا نيكولايتشوك (بالأوكرانية: Аіда Юріївна Николайчук) هي مغنية وعارضة أوكرانية من مواليد 3 مارس 1982 في مدينة أوديسا. اشتهرت آييدا عقب فوزها بالموسم الثالث من النسخة الأوكرانية من برنامج ذا إكس فاكتور في عام 2012 وّلك من بين ثلاثين ألف متسابق. لفتت آييدا الانتباه بعد غنائها لأغنية تهويدة (Колыбельная) خلال الموسم الثاني من البرنامج نفسه.

## روابط خارجية
- آييدا نيكولايتشوك على موقع ميوزك برينز (الإنجليزية)
- آييدا نيكولايتشوك على موقع ميوزك برينز (الإنجليزية)